# Sytuacja prawna i społeczna osób LGBT w Meksyku

Tęczowa flaga – symbol społeczności LGBT

Tęczowa flaga w kształcie Meksyku

## Prawo wobec kontaktów homoseksualnych
Kontakty homoseksualne w Meksyku są legalne od przyjęcia przez kraj w 1862 roku francuskiego Kodeksu karnego (w latach 1862–1867 Meksyk był okupowany przez Francję). Na mocy Meksykańskiego Kodeksu Karnego z 1871 roku homoseksualizm również nie był karalny, ale istniał przepis o publicznej moralności i przyzwoitości, który można było użyć przeciw osobom homoseksualnym. Przepis ten usunięto z państwowego systemu prawnego w 1998 roku. Wiek osób legalnie dopuszczających się kontaktów homo- i heteroseksualnych jest zrównany i wynosi 18 lat.

## Ochrona prawna przed dyskryminacją

### Ogólnokrajowa
W 2001 roku do konstytucji kraju wniesiono poprawkę zakazującą dyskryminacji ze względu na wiele czynników, w tym orientację seksualną.
W 2003 roku do krajowego systemu prawnego włączono przepisy chroniące mniejszości seksualne przed dyskryminacją w wielu różnych aspektach oraz utworzono Radę Narodową do Zapobiegania Dyskryminacji, która zapewnia pomoc osobom homoseksualnym oraz czuwa nad wykonywaniem tego prawa.

### Regionalna
Ustawodawstwo miasta Meksyk chroni w pewnym stopniu przed dyskryminacją przez wzgląd na orientację seksualną. Prawo to zakazuje głównie zachęcania do nienawiści wobec gejów i lesbijek oraz dyskryminacji w miejscu pracy.
Stany Aguascalientes i Chiapas posiadają podobne regulacje prawne.

## Uznanie związków tej samej płci

Małżeństwa jednopłciowe
Uznawanie związków zawartych w innych stanach

Małżeństwa jednopłciowe
     Uznawanie związków zawartych w innych stanach

### Regionalne
W 2006 roku związki partnerskie zostały zalegalizowane w stolicy państwa, mieście Meksyk. Ustawa ta została przyjęta przez Radę miasta stosunkiem głosów 43:17. Związki takie przyznają parom tej samej i przeciwnej płci prawo do dziedziczenia i renty na takich samych zasadach jak małżeństwom, ale wykluczają adopcję dzieci oraz wspólną rejestrację w kasach chorych przez pary homoseksualne. Prawo to weszło w życie 16 marca 2007 roku. Związki te uznawane są tylko w mieście Meksyk.
W 2007 roku podobną regulację prawną przyjął stan Coahuila. Ustawa ta weszła w życie 31 stycznia 2007 roku. Na mocy prawa federalnego związki zawarte w stanie Coahuila muszą być uznawane przez inne stany Meksyku.
Wprowadzenie analogicznych ustaw rozważają obecnie władze kilku innych meksykańskich stanów.

### Życie osób LGBT w kraju
Uważa się, że Meksykanie należą do narodów tolerujących mniejszości seksualne. Według badania opinii publicznej, przeprowadzonego w 2002 roku przez Pew Global Attitudes Project, 54% obywateli kraju uważa, że homoseksualizm powinien być akceptowany przez społeczeństwo, a przeciwnego zdania jest 39%.
| Zdanie Meksykanów wobec                                                      | Tak   | Nie   |
| ---------------------------------------------------------------------------- | ----- | ----- |
| Pary homoseksualne powinny mieć te same prawa co pary heteroseksualne (2007) | 45,7% | 47,3% |
| Pary homoseksualne powinny mieć prawo wziąć ślub (2007)                      | 32,5% | 58,3% |
| Dwie homoseksualne kobiety powinny mieć prawo do adopcji dziecka (2007)      | 33,6% | 58,2% |
| Dwóch homoseksualnych mężczyzn powinno mieć prawo do adopcji dziecka (2007)  | 22,9% | 68,5% |

Źródło Angus Reid Global Monitor, 2007. angus-reid.com. [zarchiwizowane z tego adresu (2007-09-18)].

Scena gejowska i tolerancja wobec gejów i lesbijek jest najlepiej rozwinięta w stolicy kraju oraz miastach Guadalajara, Puerto Vallarta, Tijuana, Cancun i Acapulco, które są częstym celem odwiedzin homoseksualnych turystów z USA i Kanady. W każdym dużym mieście i wielu większych miejscowościach turystycznych znajdują się miejsca, gdzie osoby homoseksualne mogą czuć się swobodnie.
W kraju wydawane są publikacje, działają liczne organizacje o zasięgu ogólnokrajowym zajmujące się niesieniem pomocy przedstawicielom LGTB i walką z nietolerancją czy o równouprawnienie. Każdego roku ulicami stolicy maszerują parady mniejszości seksualnych (gaypride parade). Manifestacja z 2007 roku zgromadziła ponad milion uczestników.
Meksyk jest państwem w przeważającej części katolickim (89% populacji wyznaje tę religię), więc negatywny wpływ Kościoła katolickiego na postrzeganie osób homoseksualnych jest tu widoczny.